# Campeonato Mundial de Waterpolo Femenino de 2005
El VII Campeonato Mundial de Waterpolo Femenino se celebró en Montreal (Canadá) entre el 17 y el 29 de julio de 2005 en el marco del XI Campeonato Mundial de Natación. El evento fue organizado por la Federación Internacional de Natación (FINA) y la Federación Canadiense de Natación.
Los partidos se efectuaron en el Centro Acuático de Île Sainte-Hélène, con la participación de un total de 16 selecciones nacionales divididas en 4 grupos.

## Grupos
| Grupo A   | Grupo B        | Grupo C       | Grupo D      |
| --------- | -------------- | ------------- | ------------ |
| Canadá    | China          | Grecia        | Alemania     |
| Cuba      | España         | Nueva Zelanda | Australia    |
| Italia    | Estados Unidos | Rusia         | Brasil       |
| Venezuela | Hungría        | Uzbekistán    | Países Bajos |

## Primera fase
El primero de cada grupo accede directamente a los cuartos de final, mientras que los segundos y los terceros deben disputar previamente la ronda de octavos.

### Grupo A
| Equipo    | J | G | E | P | GF | GC | DG  | PTS |
| --------- | - | - | - | - | -- | -- | --- | --- |
| Canadá    | 3 | 3 | 0 | 0 | 30 | 14 | +16 | 6   |
| Italia    | 3 | 2 | 0 | 1 | 34 | 19 | +15 | 4   |
| Cuba      | 3 | 0 | 1 | 2 | 17 | 29 | -12 | 1   |
| Venezuela | 3 | 0 | 1 | 2 | 13 | 32 | -19 | 1   |

- Encuentros disputados

| Fecha    | Hora¹ | Partido   | Partido | Partido | Resultado |
| -------- | ----- | --------- | ------- | ------- | --------- |
| 17.07.05 | 09:30 | Venezuela | -       | Cuba    | 6 - 6     |
| 17.07.05 | 19:00 | Canadá    | -       | Italia  | 8 - 7     |
| 19.07.05 | 13:15 | Italia    | -       | Cuba    | 13 - 6    |
| 19.07.05 | 19:00 | Venezuela | -       | Canadá  | 2 - 12    |
| 21.07.05 | 13:15 | Venezuela | -       | Italia  | 5 - 14    |
| 21.07.05 | 19:00 | Canadá    | -       | Cuba    | 10 - 5    |

- (¹) -  Hora local de Montreal (UTC -5)

### Grupo B
| Equipo         | J | G | E | P | GF | GC | DG  | PTS |
| -------------- | - | - | - | - | -- | -- | --- | --- |
| Hungría        | 3 | 3 | 0 | 0 | 35 | 17 | +18 | 6   |
| Estados Unidos | 3 | 1 | 1 | 1 | 32 | 17 | +15 | 3   |
| España         | 3 | 1 | 1 | 1 | 26 | 17 | +9  | 3   |
| China          | 3 | 0 | 0 | 3 | 9  | 51 | -42 | 0   |

- Encuentros disputados

| Fecha    | Hora¹ | Partido | Partido | Partido        | Resultado |
| -------- | ----- | ------- | ------- | -------------- | --------- |
| 17.07.05 | 10:45 | China   | -       | Hungría        | 4 - 18    |
| 17.07.05 | 12:00 | España  | -       | Estados Unidos | 6 - 6     |
| 19.07.05 | 10:45 | Hungría | -       | Estados Unidos | 9 - 8     |
| 19.07.05 | 12:00 | España  | -       | China          | 15 - 3    |
| 21.07.05 | 09:30 | China   | -       | Estados Unidos | 2 - 18    |
| 21.07.05 | 12:00 | España  | -       | Hungría        | 5 - 8     |

- (¹) -  Hora local de Montreal (UTC -5)

### Grupo C
| Equipo        | J | G | E | P | GF | GC | DG  | PTS |
| ------------- | - | - | - | - | -- | -- | --- | --- |
| Rusia         | 3 | 2 | 1 | 0 | 35 | 5  | +30 | 5   |
| Grecia        | 3 | 2 | 1 | 0 | 27 | 12 | +15 | 5   |
| Nueva Zelanda | 3 | 1 | 0 | 2 | 14 | 26 | -12 | 2   |
| Uzbekistán    | 3 | 0 | 0 | 3 | 8  | 41 | -33 | 0   |

- Encuentros disputados

| Fecha    | Hora¹ | Partido       | Partido | Partido       | Resultado |
| -------- | ----- | ------------- | ------- | ------------- | --------- |
| 17.07.05 | 13:15 | Rusia         | -       | Uzbekistán    | 18 - 0    |
| 17.07.05 | 15:15 | Grecia        | -       | Nueva Zelanda | 9 - 4     |
| 19.07.05 | 09:30 | Nueva Zelanda | -       | Uzbekistán    | 9 - 4     |
| 19.07.05 | 15:15 | Rusia         | -       | Grecia        | 4 - 4     |
| 21.07.05 | 10:45 | Rusia         | -       | Nueva Zelanda | 13 - 1    |
| 21.07.05 | 15:15 | Grecia        | -       | Uzbekistán    | 14 - 4    |

- (¹) -  Hora local de Montreal (UTC -5)

### Grupo D
| Equipo       | J | G | E | P | GF | GC | DG  | PTS |
| ------------ | - | - | - | - | -- | -- | --- | --- |
| Australia    | 3 | 3 | 0 | 0 | 35 | 8  | +27 | 6   |
| Alemania     | 3 | 1 | 1 | 1 | 15 | 27 | -12 | 3   |
| Países Bajos | 3 | 1 | 0 | 2 | 15 | 22 | -7  | 2   |
| Brasil       | 3 | 0 | 1 | 2 | 16 | 24 | -8  | 1   |

- Encuentros disputados

| Fecha    | Hora¹ | Partido      | Partido | Partido      | Resultado |
| -------- | ----- | ------------ | ------- | ------------ | --------- |
| 17.07.05 | 16:30 | Australia    | -       | Alemania     | 15 - 2    |
| 17.07.05 | 17:45 | Brasil       | -       | Países Bajos | 6 - 7     |
| 19.07.05 | 16:30 | Países Bajos | -       | Alemania     | 6 - 7     |
| 19.07.05 | 17:45 | Australia    | -       | Brasil       | 11 - 4    |
| 21.07.05 | 16:30 | Australia    | -       | Países Bajos | 9 - 2     |
| 21.07.05 | 17:45 | Brasil       | -       | Alemania     | 6 - 6     |

- (¹) -  Hora local de Montreal (UTC -5)

## Fase final

### Octavos de final
| Fecha    | Hora¹ | Partido       | Partido | Partido        | Resultado |
| -------- | ----- | ------------- | ------- | -------------- | --------- |
| 23.07.05 | 12:00 | Italia        | -       | España         | 9 - 6     |
| 23.07.05 | 13:15 | Cuba          | -       | Estados Unidos | 3 - 14    |
| 23.07.05 | 17:00 | Grecia        | -       | Países Bajos   | 7 - 4     |
| 23.07.05 | 18:15 | Nueva Zelanda | -       | Alemania       | 1 - 2     |

- (¹) -  Hora local de Montreal (UTC -5)

### Cuartos de final
| Fecha    | Hora¹ | Partido   | Partido | Partido        | Resultado |
| -------- | ----- | --------- | ------- | -------------- | --------- |
| 25.07.05 | 15:15 | Hungría   | -       | Alemania       | 10 - 4    |
| 25.07.05 | 16:30 | Rusia     | -       | Italia         | 7 - 5     |
| 25.07.05 | 20:15 | Canadá    | -       | Grecia         | 8 - 6     |
| 25.07.05 | 21:30 | Australia | -       | Estados Unidos | 5 - 8     |

- (¹) -  Hora local de Montreal (UTC -5)

### Semifinales
| Fecha    | Hora¹ | Partido | Partido | Partido        | Resultado |
| -------- | ----- | ------- | ------- | -------------- | --------- |
| 27.07.05 | 16:30 | Rusia   | -       | Estados Unidos | 8 - 10    |
| 27.07.05 | 20:15 | Canadá  | -       | Hungría        | 7 - 9     |

- (¹) -  Hora local de Montreal (UTC -5)

### Tercer puesto
| Fecha    | Hora¹ | Partido | Partido | Partido | Resultado |
| -------- | ----- | ------- | ------- | ------- | --------- |
| 29.07.05 | 13:00 | Canadá  | -       | Rusia   | 8 - 3     |

### Final
| Fecha    | Hora¹ | Partido | Partido | Partido        | Resultado |
| -------- | ----- | ------- | ------- | -------------- | --------- |
| 29.07.05 | 14:30 | Hungría | -       | Estados Unidos | 10 - 7    |

- (¹) -  Hora local de Montreal (UTC -5)

## Medallero
| | | |
| Hungría · Patricia Horvath · Eszter Tomaskovics · Khrisctina Serfozo · Dora Kisteleki · Mercedes Stieber · Andrea Toth · Rita Dravucz · Krisztina Zantleitner · Orsolya Takacs · Aniko Pelle · Agnes Valkai · Fruzsina Bravik · Timea Benko Entrenador/a · Tamás Faragó | Estados Unidos Emily Feher Heather Petri Ericka Lorenz Brenda Villa Lauren Wenger Natalie Golda Kristina Kunkel Erika Figge Jaime Hipp Kelly Rulon Moriah van Norman Drue Wawrzynski Thalia Munro Entrenador/a Heather Moody | Canadá · Rachel Riddell · Krystina Alogbo · Whynter Lamarre · Susan Gardiner · Tara Campbell · Marie Luc Arpin · Cora Campbell · Dominique Perreault · Ann Dow · Jana Salat · Valérie Dionne · Christine Robinson · Johanne Bégin Entrenador/a · Patrick Oaten |

### Clasificación general
| 1. Hungría        |
| 2. Estados Unidos |
| 3. Canadá         |
| 4. Rusia          |
| 5. Grecia         |
| 6. Australia      |
| 7. Italia         |
| 8. Alemania       |
| 9. Cuba           |
| 10. Países Bajos  |
| 11. España        |
| 12. Nueva Zelanda |
| 13. Brasil        |
| 14. Venezuela     |
| 15. Uzbekistán    |
| 16. China         |

## Galardones individuales

### Mejor jugadora
- Ann Dow

### Mejor portera
- Patricia Horvath — 35 goles encajados

### Máxima goleadora
- Tania Di Mario — 18 goles marcados